# Enjaretado

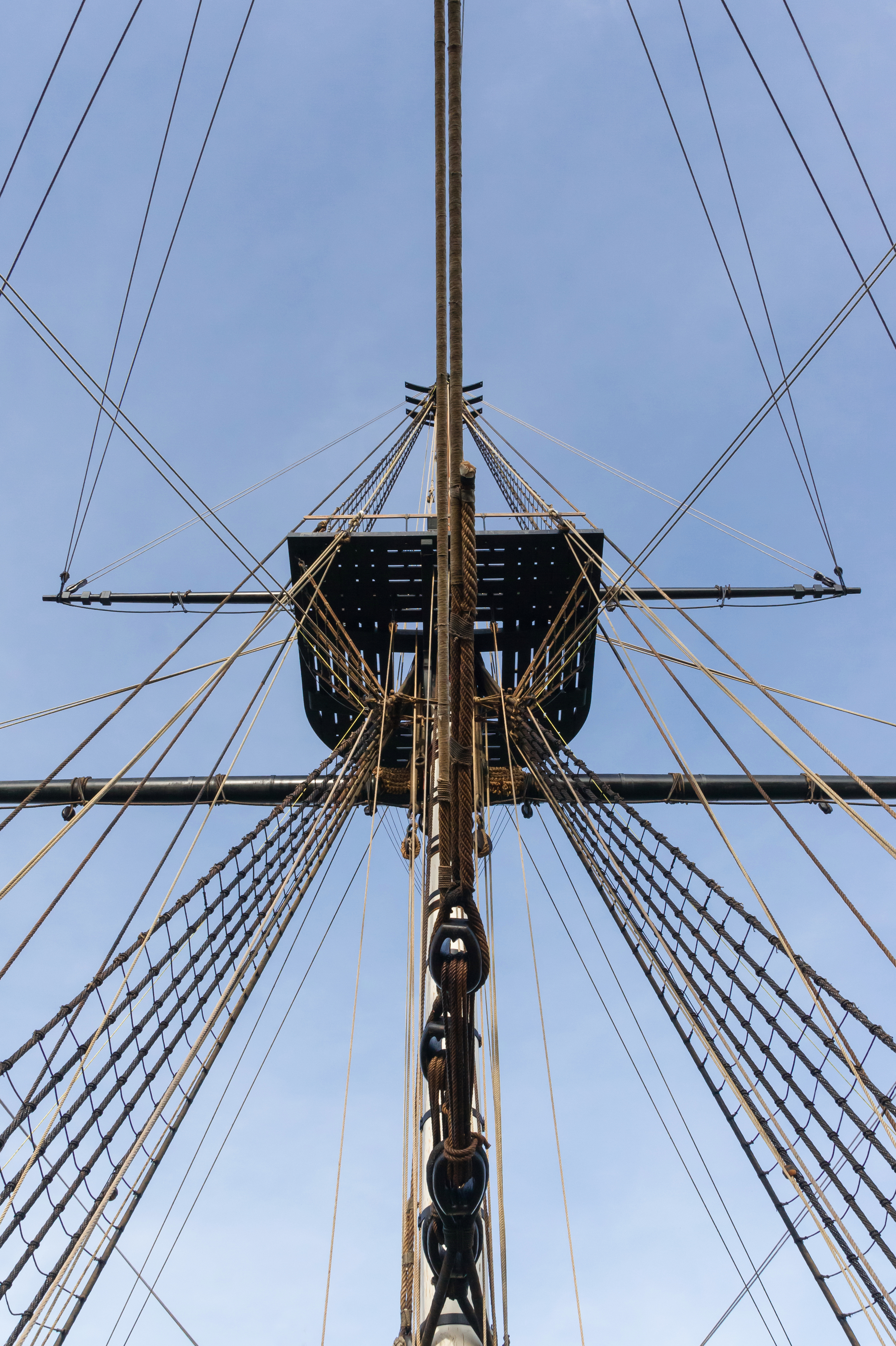
Enjaretado en una cofa

Se llama enjaretado a una especie de rejilla, enrejado o celosía formada de barrotes y listones de madera cruzados a escuadra. 
En los buques existen en cuarteles, cofas y otras piezas levadizas o fijas como son las del combés en algunos buques o en todos los que lo tienen, las de proa en los navíos, etc. Se llama también aljedrez y antiguamente ajedrez y ajedrezado y jareta simplemente, o jareta de dados. 